# 龚心湛旧宅
龚心湛旧宅为中华民国初期皖系政治人物、安徽财政厅厅长、北洋政府代理国务总理兼财政总长、中国实业银行总理，大陆中孚银行董事、启新洋灰公司总经理、耀华玻璃公司总董、开滦矿务局议董事长龚心湛在天津的故居，位于原天津英租界爱丁堡道（Edinburgh Road）（今和平区重庆道64号），该建筑目前是一般保护等级历史风貌建筑,并作为天津五大道近代建筑群的重要组成部分，被中华人民共和国国务院批准为全国重点文物保护单位。

## 建筑
龚心湛旧宅东沿长沙路，南抵重庆道，西临桂林路，北临成都道，建筑面积为936平方米，分前后两座楼房，后楼是一座三层砖混结构西式楼房带地下室，顶部为平顶并设有护栏，建筑外立面为清水墙面，建筑首层中部设有高阶出檐门厅，门厅的上方设有护栏式阳台，该建筑自成院落。